# Hookeria lorentzii
Hookeria lorentzii là một loài Rêu trong họ Hookeriaceae. Loài này được Müll. Hal. mô tả khoa học đầu tiên năm 1882.